# Паньо
Паньо (итал. Pagno) — коммуна в Италии, располагается в регионе Пьемонт, в провинции Кунео.
Население составляет 579 человек (2008 г.), плотность населения составляет 72 чел./км². Занимает площадь 8 км². Почтовый индекс — 12030. Телефонный код — 0175.
Покровителем коммуны почитается святой Колумбан, празднование 23 ноября.

## Демография
Динамика населения:

## Администрация коммуны
- Официальный сайт: